# Maja Nagelowa
Maja Nagelowa (ur. 15 marca 1959 w Budziszynie) – serbołużycka malarka, grafik, fotografik i filmowiec. Jest zaliczana do najważniejszych współczesnych artystów serbołużyckich.

## Życiorys
Pochodzi z rodziny serbołużyckiej. Studiowała w drezdeńskiej Szkole Artystycznej (dyplom w 1983) i przez długi czas mieszkała w Dreźnie oraz Berlinie. Zaczęła tworzyć od początku lat 80. XX wieku.
Trzonem jej pracy jest rysunek. Zabiera głos w kwestiach społecznych, m.in. krytykuje wydobycie węgla brunatnego, niszczące krajobraz Łużyc i kulturę Serbów Łużyckich. W większości jej prac znajdują się odniesienia do jej serbołużyckiego pochodzenia oraz sytuacji i historii Serbów Łużyckich.

## Wystawy
Wybrane wystawy indywidualne:

- 1991, Berlin,
- 1993, Berlin,
- 2001, Drezno,
- 2002, Freital,
- 2004, Drezno,
- 2005, Zgorzelec,
- 2005, Chociebuż,
- 2005, Marcilhac-sur-Célé,
- 2009, Senftenberg,
- 2009, Chociebuż,
- 2011, Budziszyn,
- 2012, Drezno,
- 2013, Buenos Aires,
- 2013, Drezno (dwie wystawy),
- 2014, Lipsk,
- 2014, Moritzburg,
- 2015, Chemnitz,
- 2016, Drezno,
- 2019, Drezno,
- 2019, Hoyerswerda,
- 2020, Liberec[2].

Brała też udział w wystawach zbiorowych w Budziszynie, Dreźnie, Chemnitz, Berlinie, Hamburgu, Monachium, Leverkusen, Klagenfurcie, Sunderland, Wrocławiu, Budapeszcie, Pradze, Paryżu, Quito, Bogocie i Buenos Aires.

## Nagrody
Wybrane nagrody:
- 1998, nagroda za animację na Międzynarodowym Festiwalu Filmowym w Salerno,
- 2002, nagroda artystyczna Górnych Łużyc,
- 2007, Special Price of Festival na festiwalu filmowym w Jeleniej Górze[2].